# Le Mensuel du Golfe du Morbihan
 (août 2014).
Si vous disposez d'ouvrages ou d'articles de référence ou si vous connaissez des sites web de qualité traitant du thème abordé ici, merci de compléter l'article en donnant les références utiles à sa vérifiabilité et en les liant à la section « Notes et références ».
Le Mensuel du Golfe du Morbihan est un magazine local indépendant d'actualité de la presse écrite française. Le premier numéro est sorti en kiosque le 3 septembre 2004et le dernier en novembre 2020. Il est diffusé dans le sud-est Morbihan dans les points presse et grandes surfaces. Il a été créé à l'initiative de 5 jeunes, tout juste diplômés en journalisme de l'IUT de Lannion.

## Le projet éditorial
Le positionnement éditorial du magazine a été bâti en harmonie avec son territoire d’information. Le golfe du Morbihan est un territoire en plein essor, tant démographique qu’économique. L'objectif était de créer un magazine d'information locale qui s'inscrive dans l'offre médiatique existante en la complétant par un ton, une périodicité et un support différents. 

## Le projet économique
La société éditrice du Mensuel du Golfe du Morbihan est une SARL de presse nommée Scrib (Société de communication et de rédaction d'informations en Bretagne sud). À sa création, les 5 jeunes entrepreneurs ont choisi de décliner toute subvention émanant d'institutions ou de collectivités locales afin de garantir l'indépendance du titre. Ils se tournent alors vers les concours à la création d'entreprise ouverts aux jeunes de moins de 26 ans de niveaux national et européen.
Le Mensuel du Golfe du Morbihan tire ses revenus de 3 marchés : la vente en kiosque, les abonnements et la publicité.
L'équipe fondatrice est aussi à l'origine de la publication du Mensuel de Rennes à partir de 2009.

## Le format
Magazine de presse de proximité, Le Mensuel traite chaque mois de l’actualité locale dans toute sa dimension. Journal indépendant de tous pouvoirs politiques, il se place sur le créneau de l’information locale claire, contextualisée et vérifiée laissant une large place à l’investigation. Il a une approche thématique de l'actualité a contrario de nombreuses publications locales privilégiant l'approche territoriale.
Équipe :
- Journalistes : Killian Tribouillard, Donovan Potin, Maxime Gouraud
- Maquettistes : Thomas Dubois, Coralie Choupeaux
- Photographe : Lionel Le Saux
- Responsable commercial : Audrey Le Guenne
- Directeur de publication : Killian Tribouillard